# 図鑑に載ってない虫
『図鑑に載ってない虫』（ずかんにのってないむし）は、監督・脚本三木聡、主演伊勢谷友介による2007年に公開された映画である。同監督の他作品と同様、随所に鏤められた下ネタやダジャレを中心としたギャグ表現、独特の色彩センスと大量の美術小道具が特徴。通称「ズカチュー」。

## ストーリー
雑誌編集者に勤める「俺」（伊勢谷友介）は、美人編集長（水野美紀）から死後の世界を見ることができる“死にモドキ”の調査を命令される。さっそく友人のエンドー（松尾スズキ）を引き連れて取材を始めた「俺」は、道中でリストカット経験者のSM嬢サヨコ（菊地凛子）、同じく“死にモドキ”を探す目玉のおっちゃん（岩松了）、その舎弟のチョロリ（ふせえり）と知り合い、“死にモドキ”の正体を探し求める。

## スタッフ・製作
- 監督・原作・脚本：三木聡
- 撮影：小松高志
- 照明：松岡泰彦
- 美術：丸尾知行
- 編集：高橋信之
- 録音：永口靖
- 助監督：遠藤健一
- 音楽：坂口修
- 主題歌：「夏の手紙」ナイス橋本(スピードスターレコーズ)
- コステュームデザイン：勝俣淳子
- 製作者：相原裕美 / 大村正一郎 / 高野力 / 木幡久美 / 宮崎恭一
- プロデューサー：原田典久 / 渋谷保幸 / 佐藤央
- 協力プロデューサー：林哲次
- ラインプロデューサー：鈴木剛 / 姫田伸也
- 制作プロダクション：葵プロモーション
- 製作委員会メンバー：葵プロモーション / ビクターエンタテインメント / 日活 / IMAGICA / ザックプロモーション

### キャスト
- 俺：伊勢谷友介
- エンドー：松尾スズキ
- サヨコ：菊地凛子
- 美人編集長：水野美紀
- 目玉のおっちゃん：岩松了
- チョロリ：ふせえり
- 種田師匠：三谷昇
- モツ煮込み屋の親父：笹野高史
- 真島：松重豊
- 船長：渡辺裕之
- サヨコの母：高橋惠子
- 消防隊員：山崎一
- SMの女王様：片桐はいり
- ワンピースの女：つぐみ
- ホームレスの親父：森下能幸
- 半分男：村松利史
- 太田刑事：志賀勝
- ツボ師匠：園子温
- 中村刑事：田中哲司
- 黒幕の男：マメ山田
- 黒幕の部下：嶋田久作
- 海の家のおばさん：佐々木すみ江
- チュッパチャップスさん：新屋英子
- サヨコのお婆さん：播田美保
- アメリカンドッグ屋の店長：いか八朗
- 呼び込み：コハ・ラ・スマート
- 宅配便の人：廣川三憲
- 番頭：ノゾエ征爾
- 冴えないOL：海島雪
- 色っぽい写真屋：呉キリコ
- 婦人警官：たかみざわはな
- 若い半裸の女：高田郁恵
- 若い組員：ペ・ジョンミン
- ミンミン：キタノ・ラニー・パギリナン
- 老人：菅登未男
- 巨大ホームレス：田島大志
- 少女時代のサヨコ：清水萌々子
- 少年時代のエンドー：吉原拓弥